# Schemering (hoorspel)
Schemering is een hoorspel van Rolf Schneider. Zwielicht werd op 16 november 1966 uitgezonden door de Bayerischer Rundfunk. Het kreeg in dat jaar de Hörspielpreis der Kriegsblinden. Er bestaan twee Nederlandse versies van:

## Versie 1
Willy Wielek-Berg vertaalde het en de VARA zond het uit op woensdag 1 januari 1969, van 16.02 uur tot 16.50 uur (met een herhaling op zaterdag 5 juli 1969). De regisseur was Ad Löbler.

### Rolbezetting
- Eva Janssen (Anna Sawácki)
- Frans Somers (Mendel Horowitz)

## Versie 2
Paul Hardy vertaalde het en de TROS zond het uit op zaterdag 6 oktober 1973, van 21.15 uur tot 22.00 uur (met herhalingen op woensdag 17 september 1975 en zaterdag 22 september 1979). De regisseur was Harry Bronk.

### Rolbezetting
- Guus Hermus (hij)
- Bep Dekker (zij)

## Inhoud
(Dit hoorspel is gebaseerd op een bizar proces in Polen: een boerenfamilie had een joodse vluchteling jarenlang voorgelogen dat de Nazi’s Polen nog steeds bezet hielden.) De boerin Anna Sawácki houdt de jood Mendel Horowitz bij zich verstopt om hem voor deportatie te behoeden. De jarenlange omgang heeft een rituele verhouding tot stand gebracht; beiden weten wat ze moeten doen om niet ontdekt te worden. Horowitz komt ‘s nachts slechts kort uit zijn bedompte schuilplaats in de kelder. De verhouding is formeel, de jood moest aanvankelijk voor het onderkomen betalen. Stuk per stuk heeft hij zijn juwelen afgegeven en telkens lang met de echtgenoot gemarchandeerd hoeveel maanden hij daarvoor mocht blijven. Na de dood van de man verblijft hij echter bij de boerin zonder daarvoor iets te moeten geven. 
Horowitz heeft al lang ingezien dat het niet meer nodig is nog langer verstoppertje te spelen. De oorlog is voorbij. Door een slecht afgedicht venster had hij mensen gezien die weer vrolijk uit wandelen gingen. Bovendien had hij een stuk krant gevonden. Toch is hij gebleven, 20 jaar lang…